# Patrick Troughton
Patrick Troughton (Mill Hill, 25 marzo 1920 – Columbus, 28 marzo 1987) è stato un attore britannico.
È noto per aver interpretato il ruolo del Secondo Dottore nella serie televisiva fantascientifica Doctor Who. Fu inoltre il primo attore a interpretare Robin Hood in televisione.

## Biografia
Era il secondo figlio di Alec George Troughton, un solicitor, e di Dorothy Evelyn Offord, Aveva un fratello più grande, Alec Robert, e una sorella minore, Mary Edith. Era il nonno materno dell'attore Harry Melling, figlio di sua figlia Jane.

### Doctor Who(1966–1969)
Nel 1966, il produttore di Doctor Who, Innes Lloyd, stava cercando un nuovo protagonista della serie, in sostituzione di William Hartnell. La stessa sopravvivenza del telefilm dipendeva da come il pubblico avrebbe accolto un nuovo interprete del personaggio del Dottore, nonostante la ferma decisione della produzione di non volerlo rimpiazzare con un semplice sosia che ne imitasse le movenze. In seguito Lloyd affermò che Hartnell era d'accordo ed approvò la scelta, dicendo: «C'è solo un uomo in tutta l'Inghilterra che può farcela, e quello è Patrick Troughton». 
Lloyd scelse Troughton in virtù della sua versatilità e della sua lunga esperienza come attore caratterista. Una volta ottenuta la parte, egli prese in considerazione svariati modi di approcciarsi al ruolo, cercando di differenziarsi il più possibile dalla precedente interpretazione di Hartnell. Inizialmente Troughton pensò di interpretare il Dottore come una sorta di "vecchio lupo di mare", con una figura piratesca. Il creatore di Doctor Who Sydney Newman suggerì invece che il Dottore dovesse essere un "vagabondo cosmico" sulla falsariga dello "Charlot" di Charlie Chaplin, e questa fu la chiave interpretativa scelta, con una particolare attenzione al lato comico del personaggio. Troughton fu il primo Dottore il cui volto comparve nella sigla della trasmissione. In un episodio, The Enemy of the World, egli interpretò due differenti ruoli: il protagonista (il Dottore) e l'antagonista (Salamander).
Molti degli episodi di Doctor Who negli anni di Troughton furono cancellati dagli archivi della BBC nel corso degli anni sessanta-settanta, allo scopo di riutilizzare i costosi nastri magnetici sui quali erano stati registrati. Troughton lasciò la serie nel 1969, per timore che la sua immagine restasse troppo legata al personaggio.

### Gli occasionali ritorni alla serie
Dopo aver formalmente abbandonato la serie, in tre occasioni successive Troughton tornò comunque ad apparire in Doctor Who. La prima volta in occasione dell'episodio celebrativo The Three Doctors (1973), per il decimo anniversario della trasmissione. Dieci anni dopo, Troughton accettò di apparire nuovamente nello speciale del ventesimo anniversario, The Five Doctors, su espressa richiesta del produttore John Nathan-Turner. Infine, ritornò l'ultima volta al programma interpretando il Secondo Dottore, insieme al Sesto Dottore Colin Baker, nell'episodio The Two Doctors (1985).

### Morte
Muore nel 1987 e, dopo i funerali, il corpo di Troughton è stato cremato e le ceneri sparse nel Bushy Park di Teddington, Londra.

## Filmografia parziale

### Cinema
- Il fuggitivo (Escape), regia di Joseph L. Mankiewicz (1948)
- Amleto (Hamlet), regia di Laurence Olivier (1948)
- L'isola del tesoro (Treasure Island), regia di Byron Haskin (1950)
- Il segreto della porta chiusa (The Woman with No Name), regia di Ladislao Vajda (1950)
- Quelli che mai disperano (White Corridors), regia di Pat Jackson (1951)
- Il cavaliere del mistero (The Black Knight), regia di Tay Garnett (1954)
- Riccardo III (Richard III), regia di Laurence Olivier (1955)
- La spada di D'Artagnan (The Moonraker), regia di David MacDonald (1958)
- Il fantasma dell'opera (The Phantom of the Opera), regia di Terence Fisher (1962)
- Gli Argonauti (Jason and the Argonauts), regia di Don Chaffey (1963)
- Lo sguardo che uccide (The Gorgon), regia di Terence Fisher (1964)
- La morte nera (The Black Torment), regia di Robert Hartford-Davis (1964)
- La regina dei vikinghi (The Viking Queen), regia di Don Chaffey (1967)
- Il marchio di Dracula (Scars of Dracula), regia di Roy Ward Baker (1970)
- Frankenstein e il mostro dell'inferno (Frankenstein and the Monster from Hell), regia di Terence Fisher (1974)
- Il presagio (The Omen), regia di Richard Donner (1976)

### Televisione
- Robin Hood – serie TV, 6 episodi (1953)
- Robin Hood (The Adventures of Robin Hood) – serie TV, 8 episodi (1956-1960)
- Assignment Foreign Legion – serie TV, episodio 1x19 (1957)
- Missione segreta (Espionage) – serie TV, episodio 1x05 (1963)
- Il Santo (The Saint) – serie TV, episodio 5x02 (1966)
- Doctor Who – serie TV, 21 serial (1966-1969), episodi speciali The Three Doctors (1973), The Five Doctors (1983), The Two Doctors (1985)
- Attenti a quei due (The Persuaders!) – serie TV, episodio 1x09 (1971)
- Gli invincibili (The Protectors) – serie TV, episodio 1x02 (1972)
- Spazio 1999 (Space: 1999) – serie TV, episodio 2x24 (1977)

## Doppiatori italiani
- Nando Gazzolo in Il cavaliere del mistero
- Bruno Persa in Gli Argonauti
- Renato Turi in Lo sguardo che uccide
- Giorgio Bonino, doppiaggio Studio ASCII per DVD della sesta serie di Doctor Who
- Marcello Tusco in Il presagio